# Kidal
Kidal (Tifinagh: ⴾⴸⵍ) es una pequeña población y comuna en la región desértica del norte de Malí. La ciudad se ubica a 285 km al noreste de Gao y es la capital del círculo de Kidal y de la región de Kidal. La comuna está ubicada dentro del territorio que el Movimiento Nacional para la Liberación del Azawad (MNLA) reclama como el estado nación independiente del Azawad, reclamación que no ha sido reconocida por la comunidad internacional. Tiene un área de aproximadamente 9910 kilómetros cuadrados que incluye la ciudad de Kidal y 31 otros asentamientos.

## Toma de Kidal
El 30 de marzo de 2012, Kidal y su base militar fueron capturadas por el MNLA como parte de la rebelión tuareg que tenía por objetivo la proclamación de la independencia de la región del Azawad. Un portavoz de la Junta Militar maliense dijo que "para preservar la vida de las personas de Kidal, el comando militar ha decidido no prolongar la batalla". Gao y Tombuctú fueron capturadas durante las 48 horas siguientes, y el 6 de abril, el MNLA declaró la independencia del Azawad de Malí.